# Генадий I Константинополски
Генадий I (на гръцки: Άγιος Γεννάδιος, Gennadios I; † 25 август 471, Константинопол) е патриарх на Константинопол през 458 – 471 г. В Православната църква той е Светия и се почита на 17 ноември в гръцката църква.

## Религиозна дейност
Генадий е първо игумен на манастир в Константинопол. В началото на 430-те години той става известен като голям противник на Кирил Александрийски.
През 458 г. Генадий става патриарх на Константинопол като наследник на Анатолий и продължава неговата безкомпромисна борба против монофизистите.
По времето на службата на Генадий започва действието на стълбовия светия Даниил Стълпник при Константинопол. Генадий отишъл и благословил Даниил, който не го пуснал да се качи на стълба.
През 459 г. Генадий свиква събор от 81 епископи, които вземат решения преди всичко против Симонията.
Той е автор на коментари на библията, най-вече на посланията на Апостол Павел.